# Wang Lü
Wang Lü ou Wang Li (Chinois: 王履 Wáng Lǚ), surnom: Andao (Chinois: 安道 Āndào chemin pacifique), noms de pinceau: Qiweng (Chinois: 奇翁 Qíwēng vieux maître étrange) et Jisou (Chinois: 畸叟 Jīsǒu drôle de vieillard) est un peintre chinois du XIVe siècle originaire de Kunshan (ville de la province du Jiangsu en Chine). Il est né en 1332 et mort après 1383. Sa période d'activité se situe au début de la dynastie Ming (1368-1644).

## Biographie
Wang Lü est un peintre de paysage, il commence par travailler dans le style de l'école Ma-Xia (vers 11901230). Mais après une visite au Mont Huashan, il se trouve tellement impressionné par la grandeur de la nature, qu'il réalise combien ses œuvres se limitent aux styles des maîtres anciens et décide alors de travailler dans un contact plus authentique avec la réalité. « Mes yeux doivent prendre le Huashan comme maître », déclare-t-il. Il exécute quarante vues du Huashan, mais dès l'époque de Qing Qianlong (1736-1796), plus de vingt d'entre elles disparaissent. À ce jour il n'en subsiste que onze, ainsi que la copie qu'en fait le peintre  Lu Zhi, est elle aussi disparue. Le Musée de Shanghai conserve un de ces paysages du Huashan, en couleurs sur papier.

## L'école de Wu
Wuxian est, pendant la période d'anarchie qui suit le retrait des troupes mongoles vers le Nord, le siège d'un pouvoir rebelle. Aussi Hongwu se montre soupçonneux à l'égard du pays de Wu (Jiangsu). Wuxian est, à la fin des Yuan, le centre culturel de la Chine. Ce renom ne recommande pas les familles de la cité à la bienveillance du nouvel empereur. On sait que les traditions lettrées se maintiennent à la Cour dans le milieu des calligraphes. Mais la faveur du pouvoir va aux peintres de portraits, de sujets historiques, d'oiseaux et de fleurs qui travaillent pour eux dans le style académique. Wang Lü et Song Lian (1310-1381) qui, tous deux, écrivent sur l'art au XIVe siècle, ne paraissent pas rejoindre les conceptions des lettrés de l'époque.
Avec la chute des Song du Sud, un grand nombre de peintres de cour se dispersent dans les provinces du Jiangsu, du Zhejiang et du Fujian. Le style académique se répand et ce phénomène donne peu à peu naissance à des peintres professionnels et artistes locaux. L'album du Mont Hua, peint par Wang Lü, est une continuation de cette tradition, comme le sont également les œuvres de Dai Jin.
Poète et peintre amateur, Wang Lü s'attache à l'observation des formes: « Si je ne connaissais pas la forme de la montagne Hua, comment serais-je capable de la peindre? » L'observation ne suffit pas cependant. C'est après avoir longtemps ruminé son thème qu'un jour l'image lui apparaît soudain. Il efface celle qu'il vient de peindre et fait une autre peinture. « Alors, dit-il, je comprends que pour peindre la montagne, la méthode est dans le mont Hua lui-même ». Un visiteur voyant la peinture lui demande qui est son maître, Wang Lü répond: « J'ai pour maître mon ‹esprit›, mon ‹esprit› a pour maître mon œil, et mon œil a pour maître le mont Hua ». Guidé par l'esprit, Wang Lü cherche dans la structure même de la montagne l'idée de son œuvre.